# 2e Satellite Awards
De uitreiking van de 2e Satellite Awards, waarbij prijzen werden uitgereikt in verschillende categorieën voor film en televisie uit het jaar 1997, vond plaats in Los Angeles op 22 februari 1998.

## Film

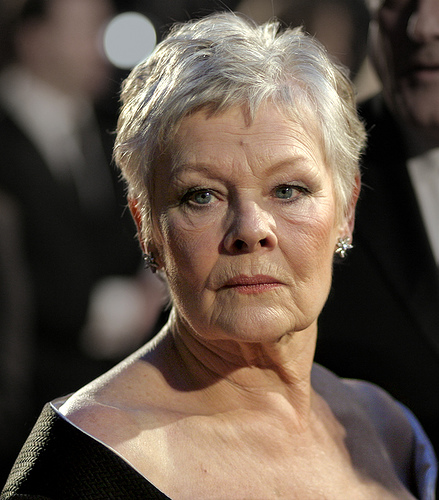
Judi Dench (Mrs. Brown), winnaar beste actrice in een dramafilm

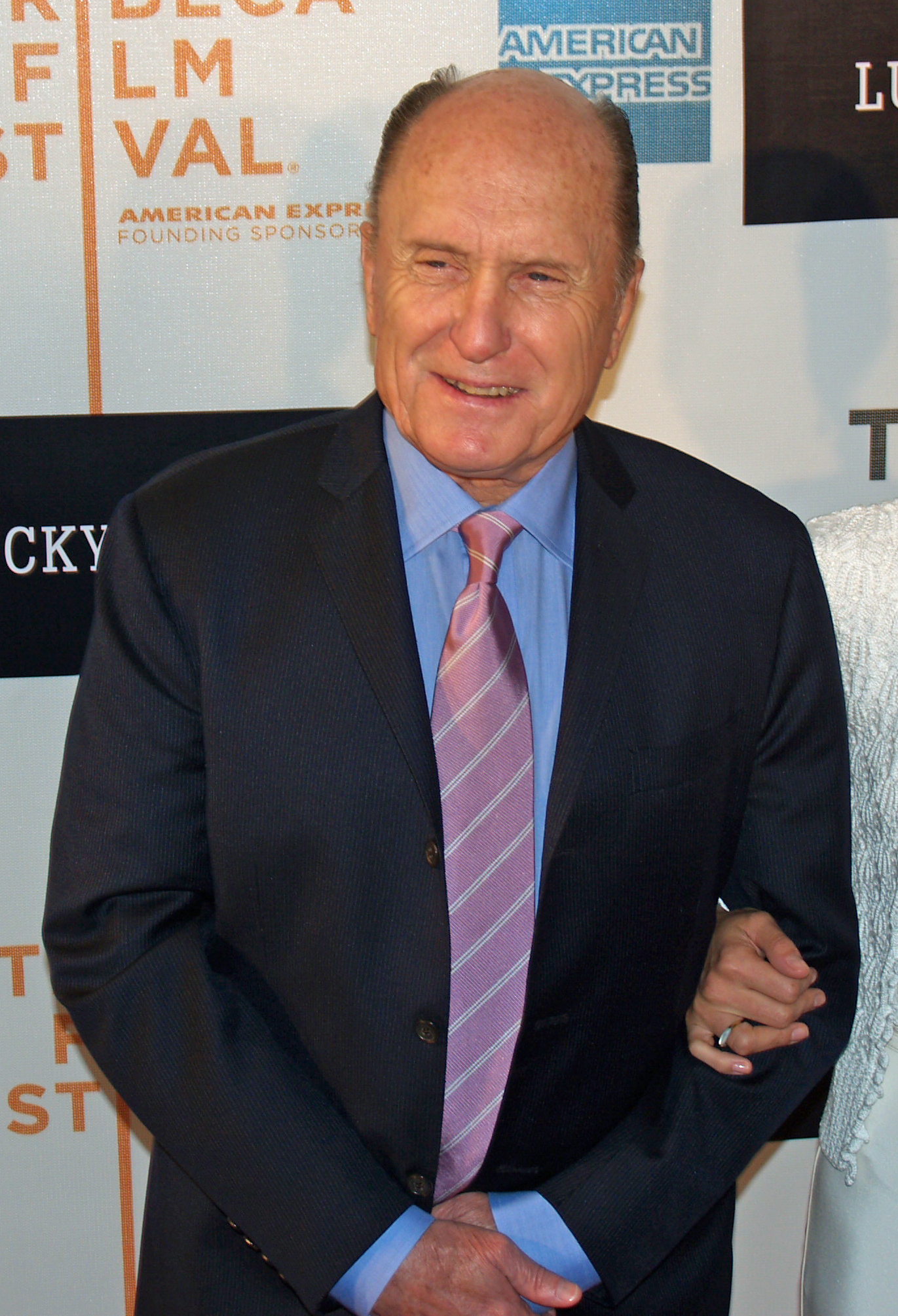
Robert Duvall (The Apostle), winnaar beste acteur in een dramafilm

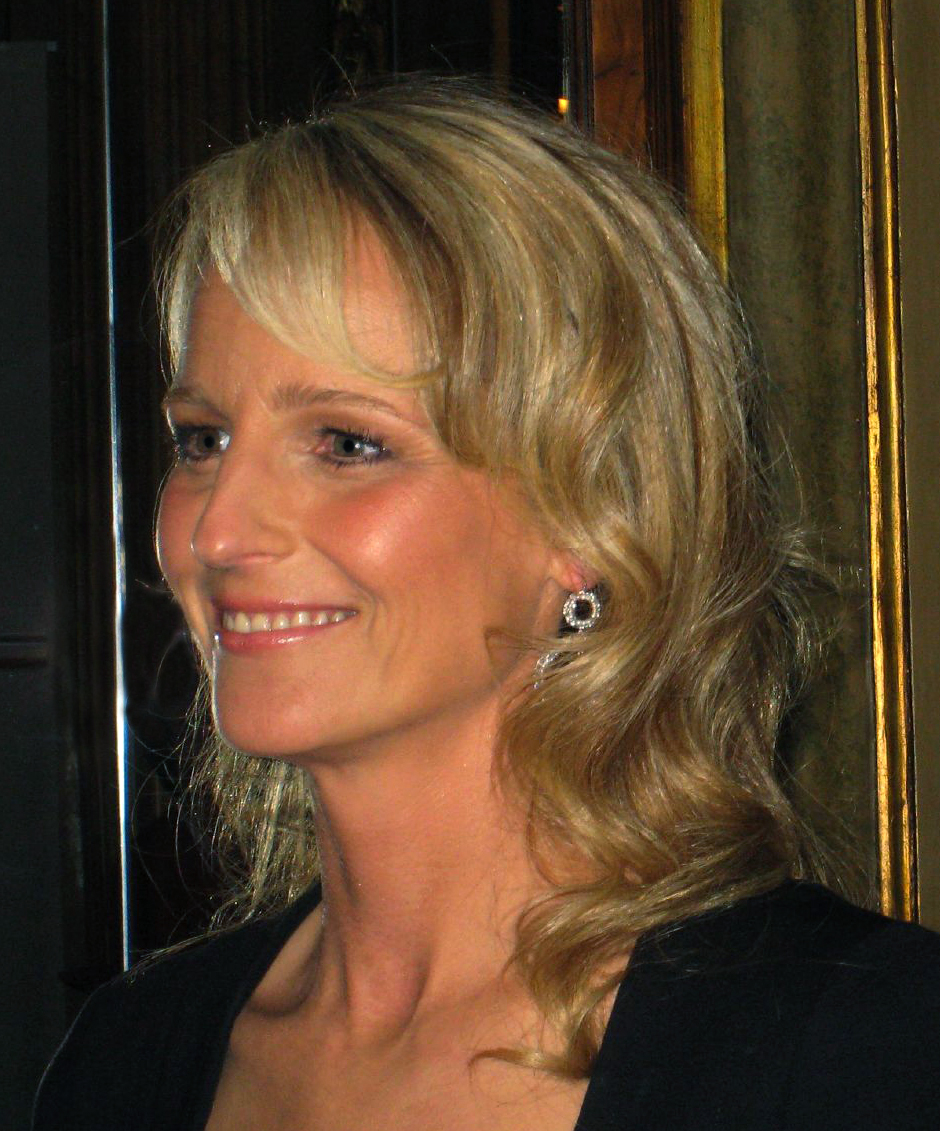
Helen Hunt (As Good as It Gets), winnaar beste actrice in een komische of muzikale film

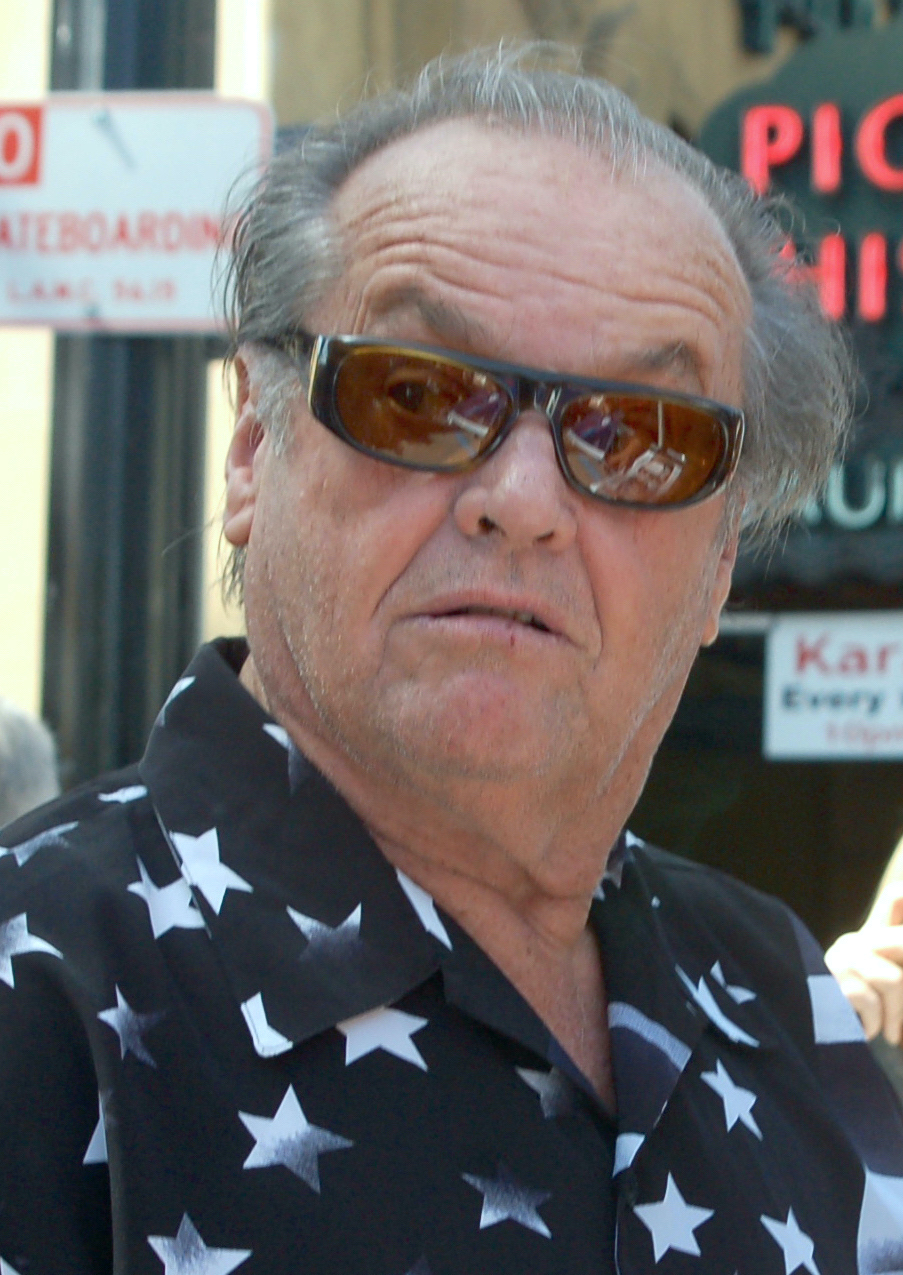
Jack Nicholson (As Good as It Gets), winnaar beste acteur in een komische of muzikale film

### Beste dramafilm
- Titanic
  - Amistad
  - Boogie Nights
  - Good Will Hunting
  - L.A. Confidential

### Beste komische of muzikale film
- As Good as It Gets
  - Deconstructing Harry
  - The Full Monty
  - In & Out
  - My Best Friend's Wedding

### Beste actrice in een dramafilm
- Judi Dench  - Mrs. Brown
  - Joan Allen - The Ice Storm
  - Helena Bonham Carter - The Wings of the Dove
  - Julie Christie - Afterglow
  - Kate Winslet - Titanic

### Beste acteur in een dramafilm
- Robert Duvall  - The Apostle
  - Russell Crowe - L.A. Confidential
  - Matt Damon - Good Will Hunting
  - Leonardo DiCaprio - Titanic
  - Djimon Hounsou - Amistad
  - Mark Wahlberg - Boogie Nights

### Beste actrice in een komische of muzikale film
- Helen Hunt - As Good as It Gets
  - Pam Grier - Jackie Brown
  - Lisa Kudrow - Romy and Michele's High School Reunion
  - Parker Posey - The House of Yes
  - Julia Roberts - My Best Friend's Wedding

### Beste acteur in een komische of muzikale film
- Jack Nicholson - As Good as It Gets
  - Robert Carlyle - The Full Monty
  - Dustin Hoffman - Wag the Dog
  - Tommy Lee Jones - Men in Black
  - Kevin Kline - In & Out
  - Howard Stern - Private Parts

### Beste actrice in een bijrol in een dramafilm
- Julianne Moore - Boogie Nights
  - Minnie Driver - Good Will Hunting
  - Ashley Judd - Kiss the Girls
  - Debbi Morgan - Eve's Bayou
  - Sigourney Weaver - The Ice Storm

### Beste acteur in een bijrol in een dramafilm
- Burt Reynolds - Boogie Nights
  - Billy Connolly - Mrs. Brown
  - Danny DeVito - The Rainmaker
  - Samuel L. Jackson - Eve's Bayou
  - Robin Williams - Good Will Hunting

### Beste actrice in een bijrol in een komische of muzikale film
- Joan Cusack - In & Out
  - Cameron Diaz - My Best Friend's Wedding
  - Linda Fiorentino - Men in Black
  - Anne Heche - Wag the Dog
  - Shirley Knight - As Good as It Gets

### Beste acteur in een bijrol in een komische of muzikale film
- Rupert Everett - My Best Friend's Wedding
  - Mark Addy - The Full Monty
  - Cuba Gooding, Jr. - As Good as It Gets
  - Greg Kinnear - As Good as It Gets
  - Rip Torn - Men in Black

### Beste niet-Engelstalige film
- Shall We Dance? (Japan)
  - Ma vie en rose (Frankrijk)
  - Ponette (Frankrijk)
  - La promesse (België)
  - Carne trémula (Spanje)

### Beste geanimeerde of mixed media film
- Men in Black
  - Alien Resurrection
  - Anastasia
  - The Lost World: Jurassic Park
  - Starship Troopers

### Beste Documentaire
- 4 Little Girls
  - Fast, Cheap and Out of Control
  - Hype!
  - Shooting Porn
  - SICK: The Life & Death of Bob Flanagan, Supermasochist

### Beste regisseur
- James Cameron - Titanic
  - Paul Thomas Anderson - Boogie Nights
  - Curtis Hanson - L.A. Confidential
  - Steven Spielberg - Amistad
  - Gus Van Sant - Good Will Hunting

### Beste origineel script
- Good Will Hunting - Ben Affleck & Matt Damon
  - Boogie Nights - Paul Thomas Anderson
  - The Full Monty - Simon Beaufoy
  - Mrs. Brown - Jeremy Brock
  - Titanic - James Cameron

### Beste bewerkte script
- L.A. Confidential - Curtis Hanson & Brian Helgeland
  - Amistad - David Franzoni
  - The Ice Storm - James Schamus
  - The Sweet Hereafter - Atom Egoyan
  - The Wings of the Dove - Hossein Amini

### Beste filmsong
- "My Heart Will Go On" - Céline Dion - Titanic
  - "Journey to the Past" - Anastasia
  - "Once Upon a December" - Anastasia
  - "A Song for Mama" - Soul Food
  - "Tomorrow Never Dies" - Tomorrow Never Dies

### Beste cinematografie
- Amistad - Janusz Kamiński
  - Contact
  - Eve's Bayou
  - L.A. Confidential
  - Titanic

### Beste visuele effecten
- Contact - Ken Ralston
  - The Fifth Element
  - Men in Black
  - Starship Troopers
  - Titanic

### Beste montage
- Titanic - Richard A. Harris & Conrad Buff
  - Air Force One
  - Amistad
  - Boogie Nights
  - L.A. Confidential

### Beste soundtrack
- "Titanic" - James Horner
  - "Amistad" - John Williams
  - "Anastasia" - David Newman
  - "L.A. Confidential" - Jerry Goldsmith
  - "One Night Stand" - Mike Figgis

### Beste Art Direction
- Titanic - Peter Lamont
  - Amistad
  - Gattaca
  - L.A. Confidential
  - The Wings of the Dove

### Beste kostuums
- Titanic - Deborah Lynn Scott
  - Amistad
  - Beaumarchais, l'insolent
  - Mrs. Brown
  - The Wings of the Dove

## Televisie

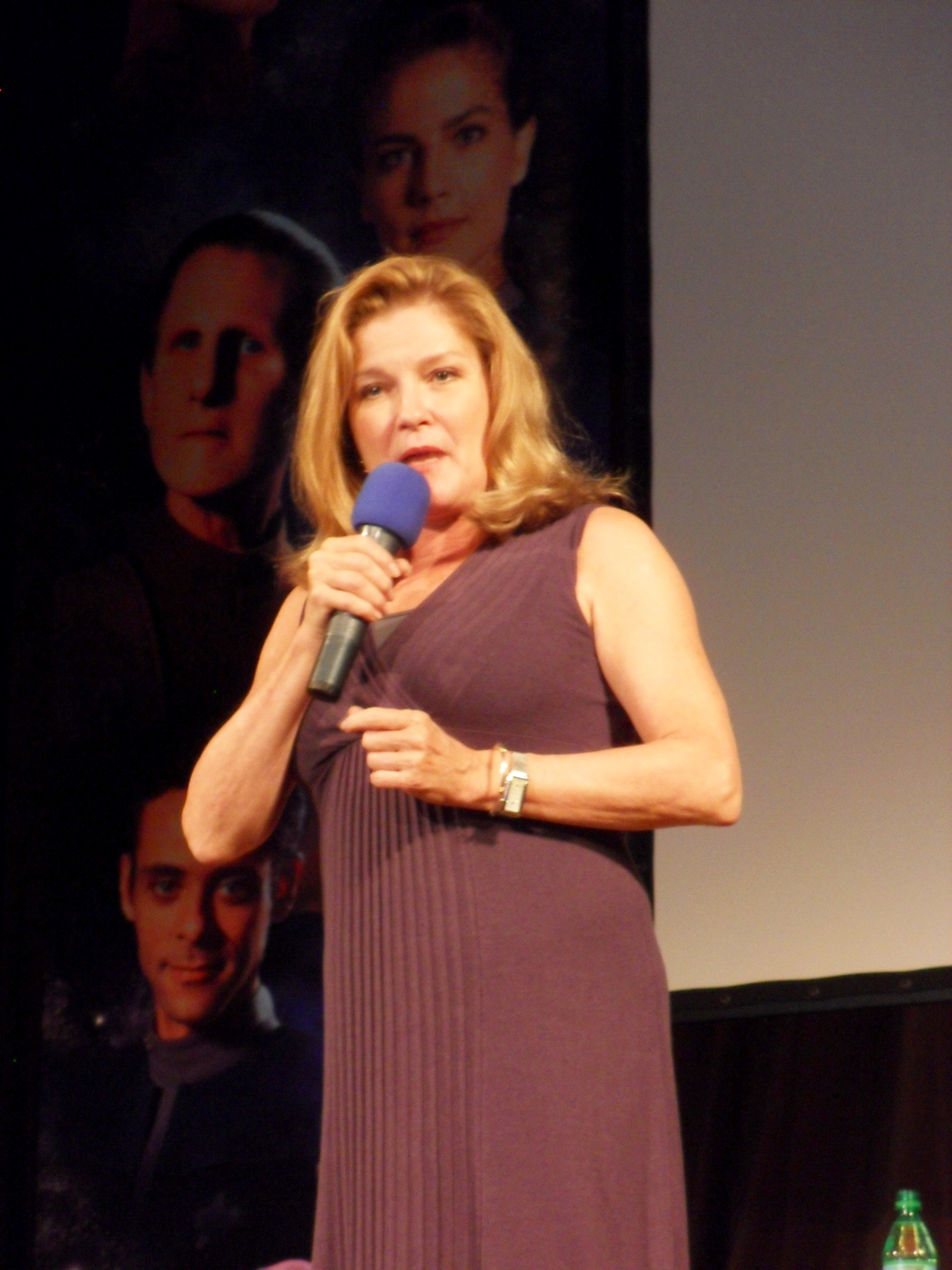
Kate Mulgrew (Star Trek: Voyager), winnaar beste actrice in een dramaserie

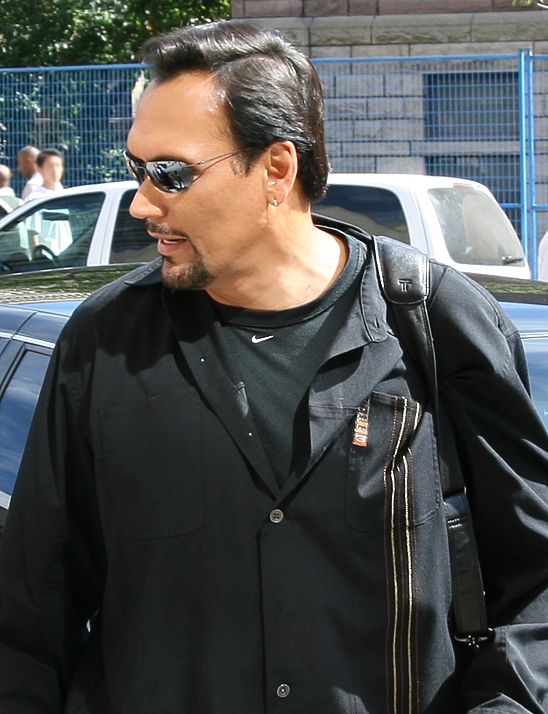
Jimmy Smits (NYPD Blue), winnaar beste acteur in een dramaserie

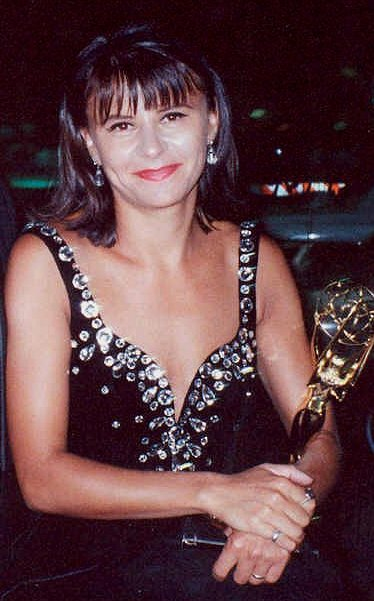
Tracey Ullman (Tracey Takes On...), winnaar beste actrice in een komische of muzikale serie

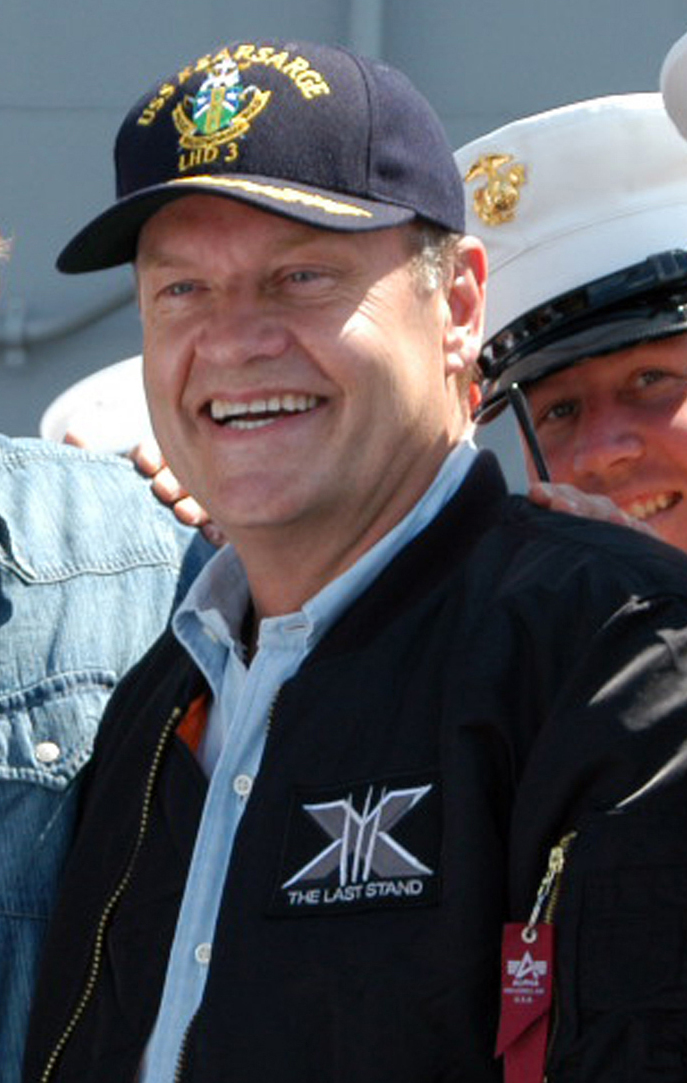
Kelsey Grammer (Frasier), winnaar beste acteur in een komische of muzikale serie

### Beste dramaserie
- NYPD Blue
  - Homicide: Life on the Street
  - Law & Order
  - The Pretender
  - The X-Files

### Beste komische of muzikale serie
- Frasier
  - The Drew Carey Show
  - The Larry Sanders Show
  - Mad About You
  - Spin City

### Beste miniserie of televisiefilm
- Don King: Only in America
  - Breast Men
  - George Wallace
  - Miss Evers' Boys
  - The Odyssey
  - Weapons of Mass Distraction

### Beste actrice in een dramaserie
- Kate Mulgrew - Star Trek: Voyager
  - Gillian Anderson - The X-Files
  - Kim Delaney - NYPD Blue
  - Julianna Margulies - ER
  - Ally Walker - Profiler

### Beste acteur in een dramaserie
- Jimmy Smits - NYPD Blue
  - David Duchovny - The X-Files
  - Dennis Franz - NYPD Blue
  - Sam Waterston - Law & Order
  - Michael T. Weiss - The Pretender

### Beste actrice in een komische of muzikale serie
- Tracey Ullman - Tracey Takes On...
  - Jane Curtin - 3rd Rock from the Sun
  - Ellen DeGeneres - Ellen
  - Helen Hunt - Mad About You
  - Brooke Shields - Suddenly Susan

### Beste acteur in een komische of muzikale serie
- Kelsey Grammer - Frasier
  - Tim Allen - Home Improvement
  - Drew Carey - The Drew Carey Show
  - Michael J. Fox - Spin City
  - Garry Shandling - The Larry Sanders Show

### Beste actrice in een televisiefilm of miniserie
- Jennifer Beals - The Twilight of the Golds
- Alfre Woodard - Miss Evers' Boys
  - Glenn Close - In the Gloaming
  - Greta Scacchi - The Odyssey
  - Meryl Streep - ...First Do No Harm

### Beste acteur in een televisiefilm of miniserie
- Gary Sinise - George Wallace
  - Armand Assante - The Odyssey
  - Gabriel Byrne - Weapons of Mass Distraction
  - Sidney Poitier - Mandela and de Klerk
  - Ving Rhames - Don King: Only in America

### Beste actrice in een bijrol in een televisiefilm of miniserie
- Ellen Barkin - Before Women Had Wings
  - Louise Fletcher - Breast Men
  - Bernadette Peters - Cinderella
  - Mimi Rogers - Weapons of Mass Distraction
  - Mare Winningham - George Wallace

### Beste acteur in een bijrol in een televisiefilm of miniserie
- Vondie Curtis-Hall - Don King: Only in America
  - Jason Alexander - Cinderella
  - Joe Don Baker - George Wallace
  - Michael Caine - Mandela and de Klerk
  - Ossie Davis - Miss Evers' Boys